# Joonas Cavén
Joonas Ilmari Cavén (Nokia, 9 de enero de 1993) es un exbaloncestista finlandés. Con 2,11 metros de estatura, jugaba en la posición de alero.

## Trayectoria deportiva

### Primeros años
Comenzó a jugar en las categorías inferiores del Tampereen Pyrintö, llegando a debutar en el primer equipo en 2011, disputando tres partidos, en los que promedió 3,5 puntos y 1,5 rebotes. En agosto de 2011 fichó por el Joventut Badalona de la Liga ACB, para ser cedido después a su filial de la LEB Plata, el Club Bàsquet Prat.

### Profesional
En su primera temporada en el Club Bàsquet Prat contó con pocos minutos de juego, acabando la temporada con 3,0 puntos y 0,7 rebotes por partido, cifras que mejoraron las dos temporadas siguientes, llegando hasta los 9,0 puntos y 3,2 rebotes en la 2013-14. Esa temporada además debutó con el primer equipo del Joventut de Badalona, con los que disputó seis partidos.
En octubre de 2014 firmó contrato con la NBA D-League para ser incluido en el Draft, donde salió elegido en la décima posición por los Reno Bighorns. Jugó 12 partidos, en los que promedió 3,0 puntos y 2,0 rebotes, hasta que en enero de 2015 fue traspasado a los Delaware 87ers a cambio de los derechos sobre Melvin Johnson III y Elijah Pittman. Allí acabó la temporada promediando 4,2 puntos y 1,7 rebotes por partido.
En junio de 2015 regresó a su país, al equipo del que salió, el Tampereen Pyrintö. En su primera temporada promedió 8,2 puntos y 3,1 rebotes, que le valieron para ampliar su contrato por una temporada más.

### Selección nacional
Cavén es un habitual desde su etapa juvenil en la selección de Finlandia, donde ha pasado por todas las categorías, y disputado numerosos campeonatos europeos. Ha debutado también con la selección absoluta, con la que disputó el EuroBasket 2015.